# カラテオドリの定理 (等角写像)

リーマン写像による単位円の像としての単連結ジュリア集合

複素解析学において、1913 年にコンスタンティン・カラテオドリによって証明されたカラテオドリの定理 (Carathéodory's theorem) は、U が複素平面 C の単連結な開部分集合であってその境界がジョルダン曲線であれば（そのような領域をジョルダン領域という）、U から単位（開）円板 D へのリーマン写像（すなわち双正則写像）
f: U → D
は境界に連続に拡張し、Γ から単位円 S1 への同相写像
F: Γ → S1
が与えられるという定理である。
言い換えると、この定理が述べているのは、ジョルダン領域 U に対し、U の閉包から単位閉円板 cl(D) への同相写像
F: cl(U) → cl(D)
であってその内部への制限がリーマン写像であるようなものが存在するということである。
カラテオドリの定理の別の標準的な定式化は、ジョルダン曲線 Γ1 と Γ2 に囲まれた単連結開集合 U と V の任意の対に対して、等角写像
f: U → V
は同相写像
F: cl(U) → cl(V)
に拡張し、その Γ1 への制限は Γ2 への同相写像になる。
この主張は最初の主張から一方のリーマン写像の逆をもう一方のリーマン写像と合成することによって得られる。
より一般的に述べると以下のようになる。
g: D → U
をリーマン写像の逆写像とする、ただし D ⊂ C は単位円板で、U ⊂ C は単連結領域。すると g が連続に
G: cl(D) → cl(U)
に拡張することと、U の境界が局所連結であることが同値である。この結果は最初 Marie Torhorst によって 1918 年の学位論文 において、ハンス・ハーンの指導の下、カラテオドリの prime ends の理論を用いて、述べられ証明された。

## 文脈
直感的には、カラテオドリの定理は、複素平面 C において一般の単連結開集合と比べてジョルダン曲線に囲まれたものはとりわけ well-behaved であると言っている。
カラテオドリの定理は複素解析の古典的な部分である等角写像の境界の振る舞いの研究の基本的な結果である。一般には、開集合 U から単位円板 D へのリーマン写像が境界に連続に拡張するかどうかを決定すること、そして、ある点でそれができない様子や理由を決定することは、非常に難しい。
そのような拡張が存在するためにジョルダン曲線の境界を持つことは十分であるが、決して必要ではない。例えば、上半平面 H から、C から非負の実数を除いた開集合 G への写像
f(z) = z2
は正則かつ等角（双正則）であり、実数直線 R から非負の実軸 R+ への連続写像に拡張する。しかしながら、集合 G の境界はジョルダン曲線ではない。

## References
1. ↑  Carathéodory, C. (1913), “Über die gegenseitige Beziehung der Ränder bei der konformen Abbildung des Inneren einer Jordanschen Kurve auf einen Kreis”, Mathematische Annalen (Springer Berlin / Heidelberg) 73 (2):  305–320, doi:10.1007/BF01456720, ISSN 0025-5831, JFM 44.0757.01
2. ↑  Torhorst, Marie (1921), “Über den Rand der einfach zusammenhängenden ebenen Gebiete”, Mathematische Zeitschrift 9 (1-2):  44–65, doi:10.1007/BF01378335

- Rudin, Walter (1987). Real and Complex Analysis (3rd ed.). Singapore: McGraw–Hill Book Co.. ISBN 0-07-054234-1

### Further References
- Markushevich, A. I. (1977), Theory of functions of a complex variable. Vol. III, Chelsea Publishing Co., ISBN 0-8284-0296-5, MR0444912
- Shields, Allen (1988), “Carathéodory and conformal mapping”, The Mathematical Intelligencer 10 (1):  18–22, doi:10.1007/BF03023846, ISSN 0343-6993, MR918659